# Endodothella tapirirae
Endodothella tapirirae är en svampart som beskrevs av F. Stevens 1923. Endodothella tapirirae ingår i släktet Endodothella och familjen Phyllachoraceae.   Inga underarter finns listade i Catalogue of Life.